# لين مارغوليس
لين مارغوليس (بالإنجليزية: Lynn Margulis)‏ (م:5 مارس 1938-و:22 نوفمبر 2011) عالمة أحياء أمريكية وأستاذة في جامعة ماساتشوستس قسم علوم الأرض
اشتهرت بنظرية أصل العضيات حقيقية النواة(بالإنجليزية: the origin of eukaryotic organelles,)‏، وأيضا مساهمتها في نظرية التكافل الداخلي (بالإنجليزية: endosymbiotic theory)‏

## السيرة والتعليم
ولد لين ألكسندر ، في 5 مارس 1938 في شيكاغو لـ ليون وموريس ألكسندر، وقد كان والدها، موريس ألكسندر محامي، وعمل أيضا كمدعي عام دولة مساعد لولاية إيلينوي.أما والدتها ليون، كانت تعمل في وكالة سفر.

### التعليم
كانت لين تولي اهتمامها الكبير بتعليمها، وبخاصة علوم الفئات، عندما أكملت لين سنتها الثانية ف في «ثانوية هايد بارك» في شيكاغو، قالت أنها قبلت في البرنامج المشارك المبكر في جامعة شيكاغو في سن 15 فقط.
وقد حصلت لين مارغوليس على درجة البكالوريوس من جامعة شيكاغو في عام 1957.و أيضا على درجة الماجستير في علم الحيوان وعلم الوراثة من جامعة ويسكونسن في عام 1960.وقد حصلت لاحقا على درجة الدكتوراه في علم الوراثة من جامعة كاليفورنيا في عام 1965.

## زواجها
في عمر 19 بينما كانت لين في جامعة شيكاغو 1957، التقت لين الفيزيائي الشهير كارل ساجان بينما كان يقوم بعمل دراسات عليا في الفيزياء في الكلية. تزوجا قبل وقت قصير من انتهاء لين من شهادة بكالوريوس من جامعة شيكاغو في عام 1957. وفي عام 1965 تطلقا قبل انتهاء لين من عملها لدرجة الدكتوراة، كان لديهم اثنين من الأبناء، هما دوريون وجيريمي.
بعد حصول لين على درجة الدكتوراه في جامعة كاليفورنيا 1965. انتقلت لين هي وأبنائها إلى ماساشوستس بعد ذلك بوقت قصير.
في عام 1967، بعد قبول لين منصب محاضر في كلية بوسطن تزوجت لين من الدكتور توماس مارغوليس المختص بعلم البلورات وحملت لقبه، بعد زواج استمر لمدة 13 عاما تطلقا في عام 1980، وقد كان لها طفلان من توماس مارغوليس هما- زاكاري وابنة تدعى جنيفر.
في عام 1988، حصلت لين على منصب أستاذ محاضر في قسم علم النبات في جامعة ماساتشوستس أمهرست

## نظرية التكافل الداخلي
كتبت لين مارغوليس بحث نظري بعنوان «المنشأ من الخلايا حقيقية النواة ميتوسينج»(بالإنجليزية: The Origin of Mitosing Eukaryotic Cells)‏On the origin of mitosing cells NCBI وذكرت مارغوليس أن بحثها مع ذلك «رفض من قبل حوالي خمسة عشر مجلة علمية» بعدها قبل من طرف «مجلة البيولوجيا النظرية»، ويعتبر بحثها اليوم معلما في نظرية التكافل الداخليالحديثة (بالإنجليزية: Endosymbiotic theory)‏. على رغم أنه يعتمد بشكل كبير على أفكار التعايش الأولى التي طرحت فيمنتصف القرن 19 من طرف العلماء مثل:كونستانتين ميريشكووسكي (بالإنجليزية: Konstantin Mereschkowski)‏ عام (1905) وإيفان فلين (بالإنجليزية: Ivan Wallin)‏عام (1920) في مطلع القرن 20، وقد اعتمدت لين مارغوليس على صياغة نظرية التكافل الداخليالحديثة (بالإنجليزية: Endosymbiotic theory)‏ على الملاحظات قالب:علم الأحياء الدقيقة مباشرة (في مقابل ملاحظات المستحاثات (باللاتينية: Paleontologia) أو الحيوانية (بالإنجليزية: Zoology)‏ التي كانت في السابق القاعدة لأعمال جديدة في علم الأحياء التطوري).
وقد كان موضوعها الأساسي لنظرية التكافل الداخلي (بالإنجليزية: Endosymbiotic theory)‏، كما صيغ في عام 1966، كان الترابط والتعاونية وجود الكائنات الحية بدائيات النوى (بالإنجليزية: Prokaryote)‏ اجتاحت حي واحد آخر، ولكن كلاهما نجا، وتطورت في نهاية المطاف على مر ملايين السنين إلى الخلايا حقيقية النواة (بالإنجليزية: Eukaryote)‏.

وقد صدر كتابها المنشأ من الخلايا حقيقية النواة «عام 1970،»، الذي يناقش عملها المبكر بنظرية نشأة العضية بالتفصيل.

 اكتسبت نظرية التكافل الداخلي (بالإنجليزية: Endosymbiotic theory)‏ دعما قويا في الثمانينات، عندما تم العثور على المواد جينية من الميتوكوندريا (بالإنجليزية: Mitochondrion)‏ وصانعات يخضورية (بالإنجليزية: Chloroplast)‏، مختلفة عن حمض سيمبيونت النووي (بالإنجليزية: Nuclear DNA)‏.

وقد اشتهرت مارغوليس بالمثابرة ودفع نظرياتها إلى الأمام، على الرغم من المعارضة والنقد المستمر من أفكارها على مدى عقود.
وقد قال عنها وعن عملها عالم الأحياء التطوري ريتشارد دوكنز 
| لين مارغوليس | أنا معجب كثيرا بلين مارجوليس الشجاعة المطلقة والقدرة على التحمل في التمسك بنظرية تعايش جواني وتحملها عن طريق كونها أونورثودوكسي إلى الأرثوذكسية. وأنا أشير إلى نظرية القائلة أن الخلايا حقيقية النواة التكافلية من خلايا أولية النواة البدائية. تعتبر واحد من أعظم إنجازات القرن العشرين في علم الأحياء التطوري، وأنا معجب كبير بها لذلك | لين مارغوليس |

| لين مارغوليس | I greatly admire Lynn Margulis's sheer courage and stamina in sticking by the endosymbiosis theory, and carrying it through from being an unorthodoxy to an orthodoxy. I'm referring to the theory that the eukaryotic cell is a symbiotic union of primitive prokaryotic cells. This is one of the great achievements of twentieth-century evolutionary biology, and I greatly admire her for it | لين مارغوليس |

## وفاتها
توفيت لين مارغوليس في 22 نوفمبر 2011 في منزلها في أميرست، بعد خمسة أيام من إصابتها بجلطة دماغية نزفية.